# Ким (фудбалер)
Хоаким Мануел Сампајо да Силва (порт. Joaquim Manuel Sampaio da Silva; 13. новембар 1975), познатији као Ким (порт. Quim), понекад Ким Силва, бивши је португалски фудбалер који је играо на позицији голмана.
Наступао је за Брагу 13 сезона са прекидима, у међувремену је наступао за Бенфику, а каријеру је завршио у Авесу. На тај начин је забележио 396 наступа у Првој лиги Португалије.
За репрезентацију Португалије играо је на 32 утакмице и био је у њеном саставу на једном Светском (2006) и два Европска првенства (2000. и 2004).

## Статистика каријере

### Репрезентативна
Ажурирано 19. новембра 2008.
| Репрезентација | Година | Утакмице | Голови |
| -------------- | ------ | -------- | ------ |
| Португалија    | 1999   | 1        | 0      |
| Португалија    | 2000   | 6        | 0      |
| Португалија    | 2001   | 5        | 0      |
| Португалија    | 2002   | 3        | 0      |
| Португалија    | 2003   | 4        | 0      |
| Португалија    | 2004   | 2        | 0      |
| Португалија    | 2005   | 3        | 0      |
| Португалија    | 2007   | 1        | 0      |
| Португалија    | 2008   | 7        | 0      |
| Укупно         | Укупно | 32       | 0      |